# Zearaja nasuta
Zearaja nasuta е вид акула от семейство Морски лисици (Rajidae). Видът не е застрашен от изчезване.

## Разпространение и местообитание
Разпространен е в Нова Зеландия (Северен остров и Южен остров).
Обитава крайбрежията на морета. Среща се на дълбочина от 10 до 1500 m, при температура на водата от 4,2 до 16,9 °C и соленост 34,3 – 35,5 ‰.

## Описание
На дължина достигат до 1,2 m.
Продължителността им на живот е около 9 години. Популацията на вида е стабилна.